# Artur de Sacadura Freire Cabral

Recorrido que realizaron Gago Coutinho y Sacadura Cabral en la primera travesía aérea del Atlántico sur.

Artur de Sacadura Freire Cabral (Celorico da Beira, Portugal, 23 de mayo de 1881 - Mar del Norte, 15 de noviembre de 1924), generalmente conocido como Sacadura Cabral, fue un oficial de la Marina Portuguesa que realizó, junto a Gago Coutinho, la Primera travesía aérea del Atlántico sur en el año 1922.
Sirvió en las colonias ultramarinas portuguesas durante la Primera Guerra Mundial, fue uno de los instructores iniciales de la Escuela Militar de Aviación portuguesa, director de los servicios de aeronáutica naval y comandante de escuadrilla en la base naval de Lisboa.
Destacó como uno de los primeros aviadores de su tiempo, realizando diversas travesías aéreas de gran importancia, entre las que destaca la primera travesía aérea del Atlántico sur, realizada en 1922 junto a Gago Coutinho.
Gago Coutinho y Sacadura Cabral fueron aclamados en Portugal y Brasil por este hecho, convirtiéndose en objeto de numerosos homenajes, entre los que destaca el homenaje realizado de manera póstuma por el Banco de Portugal, que colocó sus retratos en los billetes de curso legal del país. Asimismo, una calle de la zona central de la ciudad de Río de Janeiro fue bautizada con su nombre.
Falleció en un accidente de aviación sobre el Mar del Norte el 15 de noviembre de 1924, cuando volaba hacia Lisboa acompañado por el mecánico Pinto Correia. Su cadáver nunca se encontró.